# Raphitoma densa
Raphitoma densa é uma espécie de gastrópode do gênero Raphitoma, pertencente a família Raphitomidae.